# Автономний регіон Бугенвіль
Автоно́мний регіо́н Бугенві́ль (англ. Autonomous Region of Bougainville, ток-пісін Otonomos region bilong Bogenvil) — автономна адміністративна одиниця в Папуа Новій Гвінеї. Столиця — місто Бука, але планується перенесення в Араву.

## Назва
Під час громадянської війни повстанці використовували назву Республіка Меєкамуї (Republic of Me'ekamui), або Королівство Меєкамуї (Royal Kingdom of Me'ekamui), що означає "Свята земля".

## Географія
Регіон розташований на островах північної групи Соломонових островів. Найбільший острів — Бугенвіль, другий за розмірами — Бука, а також інші дрібні; окрім того юрисдикція регіону поширюється на острови Кілінаїлау.
Площа провінції становить 9384 км² (17-те місце).

## Населення
За результатами перепису населення у 2000 році чисельність жителів становила 175 160 осіб, що відповідало 17-му місцю серед провінцій країни. За переписом 2011 року населення провінції становило 249 358 осіб (16-те місце).
| 1980    | 1990     | 2000     | 2011     |
| ------- | -------- | -------- | -------- |
| 128 794 | ▲154 000 | ▲175 160 | ▲249 358 |

## Історія

Френсіс Она, лідер повстанців BRA

1 вересня 1975 року Північні Соломонові Острови в односторонньому порядку оголосили про свою незалежність від керованої Австралією території Папуа Нової Гвінеї, яка сама повинна була стати незалежною державою з 16 вересня. Однак влада новоствореної Папуа Нової Гвінеї оголосила Бугенвіль своєю територією.
В 1988 році сепаратисти знову підняли повстання, і в 1990 році революційна армія Бугенвіля на чолі з місцевим лідером збройного опору Френсісом Оною вдалося вибити сили Папуа Нової Гвінеї з острова, проголосивши створення Тимчасового уряду, Декларація Незалежності була підтримана урядом сусідніх Соломонових Островів. Уряд Папуа Нової Гвінеї негайно приступив до реалізації економічної блокади островів та послав війська на придушення повстання, що призвело до затяжного збройного конфлікту, активна фаза якого тривала до 1998 року, коли більша частина острова перейшла під контроль уряду. Через одинадцять років після початку повстання, в 2001 році почалися переговори за посередництва Нової Зеландії, уряд Папуа Нова Гвінеї досяг всеосяжної мирної угоди з Бугенвілем, згідно з якою Бугенвіль ставав частиною Папуа Нова Гвінея, але із створенням у рамках нової Конституції автономного уряду на Бугенвілі та обіцянкою провести референдум про майбутнє політичного статусу автономного регіону в термін від 10 до 15 років. У 2005 році за посередництва Організації Об'єднаних Націй уряд Папуа Нова Гвінеї затвердив Конституцію Бугенвіля, що стало основою створення автономного уряду. Тоді ж (у травні-червні) були проведені перші вибори автономного уряду. Президентом було обрано Джозефа Кабуї. 24 липня 2005 року лідер повстанців Френсіс Она, який до того оголосив себе королем Бугенвіля, помер після нетривалої хвороби (малярія). Його наступники відмовилися від мирного вирішення конфлікту, і радикальні сепаратистські руху продовжили свою діяльність. Всього під час громадянської війни на Бугенвілі протягом десяти і більше років загинуло від 15 000 до 20 000, і втратило дах над головою більше 40 000 осіб.
У 2019 році, відбувся консультативний референдум щодо незалежності Буґененвіля (плебісцит, погоджений з  урядом Папуа Нова Ґвінея), на якому 98.31% населення обрало незалежність замість усеосяжної автономії у межах Папуа. За підсумками перемовин із центральним урядом у Порт-Морсбі, острів має стати незалежною державою у проміжку між 2025 та 2027 роками.

## Економіка
На Бугенвілі знаходиться одне з найбільших у світі родовищ міді, яке розробляється ще з 1972 року і призупинились через громадянську війну. Запаси руди становлять понад 915 млн тон з середнім вмістом міді 0,46 %. У рудах присутні також Au (0,51 г/т) та Ag (1,2 г/т).
На розширеному засіданні уряду та партії Єдиний Бугенвіль було прийнято одне з найважливіших рішень в сучасній історії країни — прийняття Закону про національний резерв та створення Резервного банку Бугенвіля. Головою банку був обраний представник партії Єдиний Бугенвіль Алекс Цвєтков, нащадок російського офіцера, що емігрував в Океанію за часів Жовтневої революції 1917 р.
24 жовтня 2006 уряд автономного регіону Бугенвіль уповноважив Комерційний Банк Розвитку (Commercial Development Bank) здійснювати функції Центрального Банку на території автономії.
Комерційний Банк Розвитку заснований в 2005 р. і володіє достатніми власними активами, які дозволяють CDBank надавати банківські послуги для фінансування комерційних, гуманітарних та інфраструктурних проектів в Бугенвіль, а також в інших навколишніх областях.
Комерційний Банк Розвитку активно фінансує державні та соціальні проекти, а також бере участь у програмі відновлення видобутку міді на руднику.

## Адміністративний поділ

АТП Бугенвіля

Регіон поділяється на 3 райони, які в свою чергу на 12 підрайонів:
| Район                 | Площа, км² | Населення, осіб (2000) | Центр | Підрайони |
| --------------------- | ---------- | ---------------------- | ----- | --------- |
| Південний Бугенвіль   | 3 785      | 55 000                 | Буїн  | 4         |
| Північний Бугенвіль   | 3 007      | 57 000                 | Бука  | 6         |
| Центральний Бугенвіль | 2 592      | 45 000                 | Арава | 2         |